# Cosmosoma steropes
Cosmosoma steropes là một loài bướm đêm thuộc phân họ Arctiinae, họ Erebidae.